# Łódzka Orkiestra Symfoniczna
Łódzka Orkiestra Symfoniczna – powstała w 1915 roku jako druga, po orkiestrze filharmonii warszawskiej, stała orkiestra symfoniczna na obszarze byłego zaboru rosyjskiego. Obecnie Filharmonia Łódzka im. Artura Rubinsteina.

## Historia
Koncert inaugurujący działalność miał miejsce 17 lutego 1915 roku w drewnianym Teatrze Wielkim przy ul. Konstantynowskiej (dziś ul. Legionów), który spłonął 20 października 1920 roku. Na koncercie tym wykonano m.in. uwerturę „Coriolan” L. van Beethovena. Orkiestra składająca się wówczas z około 60 muzyków dała koncert, z którego dochód przeznaczony była dla bezrobotnych muzyków. Inicjatorami przedsięwzięcia byli: dyrygent Tadeusz Mazurkiewicz, właściciel składu nutowego Józef Friedberg oraz nauczyciel jednej ze szkół muzycznych, Gottlieb Tischner. Pierwszy koncert zakończył się sukcesem finansowym, gdyż przyniósł dochód w wysokości 1044,44 rubla.
Część instrumentów dętych pochodziła z daru łódzkiego fabrykanta Karola Scheiblera juniora, z zakładowej orkiestry dętej jego fabryki. W pierwszych latach działalności próby orkiestry odbywały się w lokalu żydowskiego Stowarzyszenia Śpiewaczego „Hazomir”, a koncerty również w Domu Koncertowym Vogla przy ul. Dzielnej (dziś ul. prez. G. Narutowicza). Pierwszy koncert w Domu Koncertowym Vogla odbył się 13 maja 1915.
Założycielem Orkiestry był Tadeusz Mazurkiewicz. W pierwszym składzie znaleźli się m.in. Paweł Klecki, wtedy świetnie zapowiadający się skrzypek, później wielkiej sławy dyrygent, oraz Aleksander Tansman, kompozytor żydowskiego pochodzenia.
W 1921 Orkiestra przyjęła nazwę „Łódzka Orkiestra Filharmoniczna”.
Po zakończeniu II wojny światowej działała najpierw jako Miejska Filharmonia, a w latach 1947–1953 jako Łódzka Orkiestra Symfoniczna Spółdzielnia Pracy w Łodzi. Później Państwowa Filharmonia, obecnie Filharmonia Łódzka im. Artura Rubinsteina.

## Niektórzy członkowie Orkiestry (do 1945 r.)
- Adolf Bautze – dyrygent
- Paweł Klecki – skrzypek, dyrygent
- Lidia Kindermann – śpiewaczka[6]
- Tadeusz Mazurkiewicz
- Bronisława Rotsztatówna – skrzypaczka
- Aleksander Tansman – kompozytor